# Catalina Speroni
Catalina Speroni (Buenos Aires, 1 de janeiro de 1938 - Buenos Aires, 21 de dezembro de 2010) foi uma atriz argentina.

## Filmes
- Tatuado (2005)
- Vacaciones en la tierra (2001)
- Felicidades (2000)
- El despertar de L (1999)
- Cómplices (1998)
- Espérame mucho (1983)
- ¿Qué es el otoño? (1976)
- Juan que reía (1976)
- Los chantas (1975)
- Crimen en el hotel alojamiento (1974)
- Operación San Antonio (1968)
- La bestia desnuda (1967)